# DC++
DC++，又称为DCPlusPlus。是一款流行于全球各地的免费点对点（Peer to Peer）档案分享软件，并且它也是一个开源C++直接连接协议的客户端。可以让全球电脑用户直接连接在互联网上没有限制的共享文件。同时该软件不仅可以搜索档案下载，还可以进行聊天交谈，它和neo-modus公司的directconnect使用同一个通讯协议。它不仅支持中文，也支持全球各种语言。

## 软件性能
该软件与WinMX的性质相同，都提倡每位下载者需要分享出自己的资源才可以获得其他共享者的资源。唯一不同的是每位用户需要自行连接DC++的服务器（公共Hub）才能搜索到资源，并且各个DC++服务器对共享文件数量及大小的要求都不一样，如果共享文件的总量不达标的话会自动被服务器踢出。共享的文件不允许发布下载未完成文件、电驴/BT临时文件、系统文件以及色情文件。所以DC++的服务器对共享文件的标准是非常严格的。分享与下载的文件名称只支持英文字母等其它语系的字符，不支持的文字则显示为乱码。
DC++是分散型的服务器，没有广告条，每位用户可以同时登陆多个服务器。DC++服务器中的资源量十分庞大，并且驻扎着来自全球各地的数千个服务器，共享的资料也远远超过了5,000,000GB。当然个人同样也为可以建立服务器。
使用该软件的用户必须得是拥有独立IP的外网用户才能连接上，并且还要共享出自己的资源，达到服务器的共享标准。